# Campionato europeo di football americano 1993
Il campionato europeo di football americano 1993 (in lingua inglese 1993 American Football European Championship), è la sesta edizione del campionato europeo di football americano per squadre nazionali maggiori maschili organizzato dalla EFL. È stato disputato allo Stadio Comunale di Telgate tra il 21 e il 24 luglio 1993.

## Il ritiro della Gran Bretagna
Nel 1992 la federazione britannica uscì dalla EFL per una serie di cause tra cui:
1. gli alti costi di affiliazione e di partecipazione ai tornei continentali
2. il rifiuto della EFL di ammettere il ricorso dei Birmingham Bulls relativo a presunte irregolarità di tesseramento di alcuni giocatori degli Amsterdam Crusaders che li avevano sconfitti durante l'edizione 1992 del massimo torneo continentale per club
3. il divieto posto dalla EFL di ammettere nel proprio consiglio persone non europee, con la conseguente esclusione del rappresentante della federazione britannica, lo statunitense Ron Weisz.

Conseguenza di questa uscita fu la rinuncia della nazionale britannica - campione europeo uscente - alla partecipazione al campionato europeo (a livello di club, invece, i London Olympians parteciparono all'edizione 1993 della EFL, laureandosi campioni).

## Stadi
Distribuzione degli stadi del campionato europeo di football americano 1993
| Telgate         | Stadio Comunale (Telgate) |
| Stadio Comunale | Stadio Comunale (Telgate) |
| 45°38′N 9°51′E  | Stadio Comunale (Telgate) |
| Capacità:       | Stadio Comunale (Telgate) |
| Altitudine:     | Stadio Comunale (Telgate) |
|                 | Stadio Comunale (Telgate) |

## Squadre partecipanti
| Pr. | Squadra   | Data di qualificazione | Qualificata in quanto                         | Ultima partecipazione |
| --- | --------- | ---------------------- | --------------------------------------------- | --------------------- |
| 1   | Finlandia |                        | Seconda classificata all'Europeo 1991         | Finlandia 1991        |
| 2   | Germania  |                        |                                               | Germania Ovest 1989   |
| 3   | Italia    |                        | Paese organizzatore                           | Germania Ovest 1989   |
| 4   | Svezia    |                        | Vincitrice dello spareggio con i Paesi Bassi) | Esordiente            |

## Tabellone
|  | Semifinali | Semifinali | Semifinali |           |        | Finale               | Finale               | Finale               |  |
|  |            |            |            |           |        |                      |                      |                      |  |
|  | Italia     | Italia     | 9          |           |        |                      |                      |                      |  |
|  | Italia     | Italia     | 9          |           |        |                      |                      |                      |  |
|  | Svezia     | Svezia     | 0          |           |        |                      |                      |                      |  |
|  | Svezia     | Svezia     | 0          |           | Italia | Italia               | 7                    |                      |  |
|  |            |            |            |           | Italia | Italia               | 7                    |                      |  |
|  |            |            | Finlandia  | Finlandia | 17     |                      |                      |                      |  |
|  | Finlandia  | Finlandia  | Finlandia  | Finlandia | 17     | 10                   |                      |                      |  |
|  | Finlandia  | Finlandia  |            |           |        | 10                   |                      |                      |  |
|  | Germania   | Germania   | 0          |           |        | Finale 3º - 4º posto | Finale 3º - 4º posto | Finale 3º - 4º posto |  |
|  | Germania   | Germania   | 0          |           |        |                      |                      |                      |  |
|  |            |            |            |           |        |                      |                      |                      |  |
|  |            |            |            |           |        | Svezia               | Svezia               | 3                    |  |
|  |            |            |            |           |        | Svezia               | Svezia               | 3                    |  |
|  |            |            |            |           |        | Germania             | Germania             | 21                   |  |

## Risultati

### Semifinali
| Telgate 21 luglio 1993 | Italia | 9 – 0 | Svezia | Stadio comunale |

| Telgate 22 luglio 1993 | Finlandia | 10 – 0 | Germania | Stadio comunale |

### Finale 3º - 4º posto
| Telgate 1993 | Svezia | 3 – 21 | Germania | Stadio comunale |

### Finale
| Telgate 20 agosto 1993 | Italia | 7 – 17 | Finlandia | Stadio comunale |